# ［1,1'-双(二苯基膦)二茂铁］二氯化钯
[1,1'-双(二苯基膦)二茂铁]二氯化钯(II)是一种含铁配体——dppf的钯络合物。这是一种商业市售试剂，常用于钯催化偶联反应。
这种化合物可通过dppf与腈络合的氯化钯反应制备：
dppf + PdCl2(RCN)2 → (dppf)PdCl2 + 2 RCN (RCN = 乙腈或苯甲腈)